# Nettenchelys
Nettenchelys es un género de peces de la familia Nettastomatidae.

## Especies
- Nettenchelys bellottii (D'Ancona, 1928)
- Nettenchelys dionisi Brito, 1989
- Nettenchelys erroriensis Karmovskaya, 1994
- Nettenchelys exoria J. E. Böhlke & D. G. Smith, 1981
- Nettenchelys gephyra Castle & D. G. Smith, 1981
- Nettenchelys inion D. G. Smith & J. E. Böhlke, 1981
- Nettenchelys paxtoni Karmovskaya, 1999
- Nettenchelys proxima D. G. Smith, J. Lin & H. M. Chen, 2015
- Nettenchelys pygmaea D. G. Smith & J. E. Böhlke, 1981
- Nettenchelys taylori Alcock, 1898